# ميشيل بنسيه
ميشيل بنسيه (بالفرنسية: Michel Pensée)‏ ولد 16 يونيو 1973 في ياوندي، هو لاعب كرة قدم كاميروني سابق كان يلعب كمدافع. شارك بنسيه مع منتخب بلاده في عدة بطولات من بينها بطولة كأس العالم لكرة القدم 1998.

## المسيرة الاحترافية

### أندية لعب لها
- تونير ياوندى
- نادي سونغنام لكرة القدم
- نادي أنجي محج قلعة
- سانفريس هيروشيما

## روابط خارجية
- ميشيل بنسيه على موقع الاتحاد الدولي (مؤرشف)  (الإنجليزية)
- ميشيل بنسيه على موقع رابطة كرة القدم اليابانية للمحترفين (اليابانية)
- ميشيل بنسيه على موقع دوري كوريا الجنوبية (الإنجليزية)
- ميشيل بنسيه على موقع قاعدة بيانات كرة القدم.إي يو (الإنجليزية)
- ميشيل بنسيه على موقع ناشيونال فوتبول تيمز (الإنجليزية)
- ميشيل بنسيه على موقع Soccerway.com (الإنجليزية)
- ميشيل بنسيه على موقع عالم كرة القدم.نت (الإنجليزية)